# Arganiella pescei
Arganiella pescei е вид коремоного от семейство Hydrobiidae. Видът не е застрашен от изчезване.

## Разпространение
Разпространен е в Италия.